# فريدون (نائين)
فريدون هي قرية في مقاطعة نائين، إيران. في تعداد عام 2006، لوحظ وجودها، ولكن لم يتم الإبلاغ عن سكانها.